# レグア

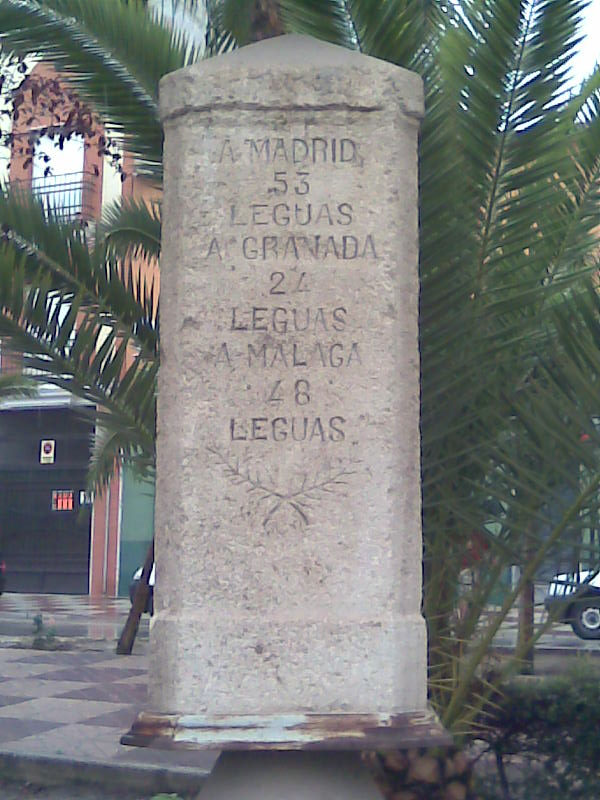
レグア表記の里程標（スペイン、ハエン県の町バイレン）

レグア (スペイン語: legua、ポルトガル語:légua)は、スペイン語・ポルトガル語圏で使われた距離の単位である。日本語ではレグワとも書く。古代のガリア人が用いたレウカ（レウガ）が元で、イギリスのリーグと同語源である。現在のスペインでは5572.7メートル、ポルトガルで5000メートル。距離は国と時代によって異なるが、だいたい4キロメートルから6.6キロメートルの範囲におさまる。

## 1レグアの距離
- グアテマラ - 約4キロメートル
- アルゼンチン・ウルグアイ - 約5196メートル
- ポルトガル・コロンビア - 5000メートル
- スペイン - 約5572.7メートル
- ブラジル - 6600メートル
- メキシコの一部 - 1時間の行程

## スペイン語圏のレグア
レウカはもともとガリア人の距離の単位で、レウガともいい、1500歩に相当する。1000歩を1ミリアリウムと数えた古代ローマ人は、1レウガを1.5ミリアリウムとしてこの単位を取り込んだ。約2.2キロメートルである。これがスペイン語・ポルトガル語のレグアの元になったのだが、1レグアが3マイル（スペイン語ではミジェ、mille）と倍になった。また一般に、徒歩で1時間に進める距離と解されるようになった。
ここまでの経緯は他の欧州諸語も同じで、綴りが変わっても相互に自国語の単語に訳すのが普通である。すなわち、スペイン語では英語圏のリーグ (league) をレグア・インペリアル (帝国レグア、legua imperial) 、フランス語のリュー (lieue) をレグア・フランセサ（フランスのレグア、legua francesa）と呼ぶ。
スペインの1レグアは古くは5000バラ（約4.19キロメートル）とされたが、時代と地域により違いがあった。レグアは公式には1568年に廃止されたが、メートル法の導入と普及までその後も広く使われた。後代のスペインは里程をレグアで測り、1レグアを2万ピエ（5572.7メートル）に換算した。
ラテンアメリカ諸国でも用いられたが、国によって長さが異なる。コロンビアのレグア・グラナディナ (leguna granadina)は、メートル法にもとづく単位で、5000メートルにあたる。メキシコの一部では一時間に進める距離という元の意味そのままで使われ、地形や交通手段で異なる距離を指す。アルゼンチンでも日常語でそのような語感が残るという。しかしどの国でもキロメートル表示が普及しており、あまり使われなくなっている。
航海用のレグアは地上と異なり、地球の表面を子午線上で360度で分割して、その緯度1度相当分の距離から算出する。メートル法は子午線の長さを4万キロメートルと数えたので、緯度1度に相当する子午線弧長は約111キロメートルである。この距離を17.5で割ったものを1レグア（約6.3キロメートル）としたり、20で割ったものを1レグア（約5.6キロメートル）としたりした。これを「1度あたり17半のレグア (legua de diecisiete y medio al grado) 、「1度あたり20のレグア (legua de veinte al grado)」と呼んで区別した。スペインでは17世紀頃に17.5から20になったという。他に1度15、1度18、1度25のレグアも使われた。

## ポルトガル語圏のレグア
ポルトガルのレグアも時代と地域により異なる。現在のレグアはメートル法にもとづき、ポルトガルで5000メートル、ブラジルで6600メートルにあたるものである。